# 市原市立養老小学校
市原市立養老小学校（いちはらしりつ ようろうしょうがっこう）は、千葉県市原市松崎にある公立小学校。文部科学省の学校コードはB112210004477、旧学校調査番号は121065。

## 概要
市原市中部の三和地区に位置する。大正時代に開校した歴史のある小学校で、2016年（平成28年）に開校100周年を迎えた。

## 沿革

### 概歴
1873年（明治6年）に川在小学校と松崎小学校が開校した。その後年、土宇小学校も開校している。1909年（明治42年）に、これら3校がそれぞれ養老第一尋常小学校（旧磯ヶ谷尋常小学校）、養老第二尋常小学校（旧土宇尋常小学校）、養老第三尋常小学校（旧川在尋常小学校）と改称する。この3校は1916年（大正5年）に統合され養老尋常小学校として開校、旧養老第三尋常小学校は養老尋常小学校川在分校となる。1941年（昭和16年）には国民学校令により養老国民学校となる。戦後の1947年（昭和22年）、学校教育法施行に伴って養老村立養老小学校となり、1955年（昭和30年）に三和町立養老小学校となった後、1963年（昭和38年）に現校名である市原市立養老小学校となっている。その後、1973年（昭和48年）に川在分校が廃止された。

### 年表
- 1916年（大正5年） - 養老尋常小学校として開校[3]。川在分校を設置[1]。
- 1941年（昭和16年） - 養老国民学校に改称[1]。
- 1947年（昭和22年）4月1日 - 養老村立養老小学校に改称[1]。
- 1955年（昭和30年）3月31日 - 三和町立養老小学校に改称[3]。
- 1963年（昭和38年）5月1日 - 市原市立養老小学校に改称[1]。
- 1972年（昭和48年） - 川在分校を廃止[3]。

## 施設

### 敷地
敷地の詳細は以下の通りである。
| 所在地     | 〒290-0217 千葉県市原市松崎820番地 |
| 所有者     | 市原市                             |
| 敷地面積   | 32,083m2                           |
| 用途地域   | なし                               |
| 指定建蔽率 | 60%                                |
| 指定容積率 | 100%                               |
| 取得価格   | 487,835,000円                      |

### 建物
敷地内の建物は以下の通りである。
| 棟番号 | 棟名称         | 構造 | 階数        | 延床面積   | 建築年 | 耐震   | 耐震       | Is値 | 備考 |
| ------ | -------------- | ---- | ----------- | ---------- | ------ | ------ | ---------- | ---- | ---- |
| 001    | 校舎-1         | RC造 | 地上3階建て | 2,761.00m2 | 1974年 | 旧基準 | 耐震工事済 | 0.74 |      |
| 002    | 体育館         | S造  | 地上3階建て | 815.00m2   | 1978年 | 旧基準 | 耐震工事済 | 0.71 |      |
| 003    | 校舎-2         | RC造 | 地上1階建て | 182.00m2   | 1974年 | 旧基準 | 不明       | 不明 |      |
| 004    | 倉庫・物置     | RC造 | 地上1階建て | 67.00m2    | 2004年 | 新基準 | -          | -    |      |
| 005    | 倉庫・物置     | S造  | 地上1階建て | 64.00m2    | 1975年 | 旧基準 | -          | -    |      |
| 006    | 倉庫・物置     | 木造 | 地上1階建て | 41.00m2    | 1984年 | 新基準 | -          | -    |      |
| 007    | 配電室・電気室 | RC造 | 地上1階建て | 14.00m2    | 1974年 | 旧基準 | 不明       | 不明 |      |

## 規模
2022年（令和4年）5月1日現在の学校規模は以下の通りである。
| 児童数       | 69名      |
| 学級数       | 8学級     |
| 通学区域面積 | 22.349km2 |
| 通学区域人口 | 3,159人   |

## 通学区域
以下の町丁字とその範囲を通学区域に指定している。
- 磯ケ谷
- 松崎
- 大桶
- 新巻
- 川在
- 櫃狭
- 土宇
- 二日市場
- 山田

## 通学区域内施設
通学区域内の主な施設は以下の通りである。
- 上総山田駅
- 市原中央高校

## 中学校区
1947年度 - 1955年3月30日
- 養老村立養老中学校

1955年3月31日 - 1962年3月31日
- 三和町立養老中学校

1962年4月1日 - 1963年4月30日
- 三和町立三和中学校

1963年5月1日 -
- 市原市立三和中学校

## 隣接小学校区
- 市原市立海上小学校
- 市原市立市西小学校
- 市原市立光風台小学校
- 市原市立湿津小学校
- 市原市立戸田小学校
- 市原市立牛久小学校
- 長柄町立長柄小学校
- 長柄町立水上小学校

## アクセス
- 上総山田駅から徒歩16分